# الهيئة العامة للتجارة الخارجية
أنشئت الهيئة العامة للتجارة الخارجية بقرار مجلس الوزراء السعودي في 1 يناير 2019، بناء على توصية من مجلس الشؤون الاقتصادية والتنمية.

## الرؤية
تعظيم مكاسب المملكة العربية السعودية التجارية الدولية والدفاع عن مصالحها في مجال التجارة الخارجية، بما يسهم في تنمية الإقتصاد السعودي.

## المسؤوليات
للهيئة مهام ومسئوليات عدة، أهمها تمكين صادرات السعودية، وإزالة المعوّقات والتحديات لنفاذها للأسواق الإقليمية والدولية، والدفاع عنها أثناء المعالجات التجارية، وحماية الصناعة المحلية، وتمثيل السعودية في المنظمات والمحافل الإقليمية والدولية.

## الأهداف الاستراتيجية
تمكَن الهيئة المملكة العربية السعودية في التجارة الخارجية عبر وضع السياسات التجارية لتمكين نفاذ صادراتها إلى الأسواق الخارجية، وفتح أسواق جديدة للمنتجات الوطنية، وتطوير القدرات في منظومة التجارة الخارجية، وتعظيم دور القطاع الخاص كشريك أساسي.

## الإختصاصات

### نظام المعالجات التجارية
قامت الهيئة بإنشاء نظام لحمايةً الصناعات المحلية من الضرر الناتج عن إغراق السوق بمنتجات خارجية مدعومة، والوقاية من الضرر الناتج من تلك المنتجات، كما تقوم بالدفاع عن الصادرات التي تتعرض لإجراءات المعالجات التجارية.

### الاتفاقيات التجارية
تعنى الهيئة بكافة الاتفاقيات والسياسات التجارية المتعلقة بالتجارة الخارجية للسعودية لتمكين صادراتها الى الأسواق الأقليمية والدولية.

### مكتب مندوب المملكة الدائم لدى منظمة التجارة العالمية
يعدّ المكتب ضمن اختصاصات الهيئة ويرتبط تنظيميًا بها؛ وتم إنشاء المكتب الدائم وفقًا لقرار مجلس الوزراء رقم (41) تاريخ 01/02/1428هـ كبعثة دبلوماسية مستقلة عن بعثة المملكة لدى الأمم المتحدة الفرع الأوروبي في جنيف.

### الملحقيات التجارية
تقوم الهيئة بتوثيق العلاقات التجارية، حيث قامت بفتح ملحقيات تجارية بعدة سفارات سعودية في بعض الدول، حيث تقوم تلك الملحقيات بتمثيلها في المحافل والمؤتمرات الدولية.

### مجالس الأعمال السعودية الأجنبية المشتركة
تضع الهيئة القواعد اللازمة لتنظيم الإشراف على مجالس الأعمال المشتركة؛ والتي تُعرّف أنها تجمعات تضم ممثلين من قطاع الأعمال في المملكة ونظرائهم في دول أخرى، ويبلغ عددها 47 مجلس أعمال سعودي أجنبي مشترك.

## وصلات خارجية
- النظام الإلكتروني للمعالجات التجارية (TRES)